# (12468) Zachotín
12468 Zachotin (1997 AE18) – planetoida z grupy pasa głównego asteroid okrążająca Słońce w ciągu 3,31 lat w średniej odległości 2,22 j.a. Odkryta 14 stycznia 1997 roku.